# Paloma Villaseñor Vargas
María de la Paloma Villaseñor Vargas (Ciudad de México, 23 de noviembre de 1960) es una política y diplomática mexicana, miembro del Partido Revolucionario Institucional. Ha sido en dos ocasiones diputada federal y cónsul de México en las ciudades de Calgary (Alberta, Canadá) y Del Río (Texas, Estados Unidos).

## Reseña biográfica
Paloma Villaseñor vargas es licenciada en Ciencias de la Comunicación por la Universidad Intercontinental, tiene estudios de posgrado en Alta Dirección de Entidades Públicas en el Instituto Nacional de Administración Pública, en Alta Dirección de Empresas en el Instituto Panamericano de Alta Dirección de Empresa y en Seguridad Nacional e Inteligencia en la Universidad de Texas en El Paso; en adición tiene una maestría en Gestión Pública por el Instituto Tecnológico y de Estudios Superiores de Monterrey, un diplomado en Análisis Político en la Universidad Iberoamericana y un curso internacional de Ética Pública y Administración por el Centro de Investigación y Docencia Económicas.
De 1980 a 1982 fue subjefa de departamento de comunicación social del Registro Nacional de Electores de la Secretaría de Gobernación, de 1982 a 1985 jefa del departamento de comunicación de la Subsecretaría de Desarrollo Urbano de la entonces Secretaría de Desarrollo Urbano y Ecología y de 1985 a 1986 jefa de redacción y producción de noticieros de Notimex; de 1986 a 1988 retornó al Registro Nacional de Electores como directora de comunicación social.
En 1991 fue postulada candidata del PRI y electa diputada federal por el Distrito 16 del Distrito Federal a la LV Legislatura que terminó en 1994 y durante la cual fue secretaria de la comisión de Cultura y comisionada de la Cámara de Diputados ante el Consejo General del Instituto Federal Electoral. Al término de dicho cargo fue elegida representante a la III Asamblea de Representantes del Distrito Federal en la que fue presidenta del Comité de Administración y secretaria de la Comisión de Gobierno.
Desde 1993 y hasta 2012 ocupó numerosos cargos en la estructura del PRI del Distrito Federal, siendo los principales secretaria de organización de la Confederación Nacional de Organizaciones Populares en 1993, secretaria general del comité regional del PRI de 1994 a 1997, secretaria de Administración y Finanzas del mismo comité de 2003 a 2005 y subsecretaria de estrategia y difusión en 2012.
En 2012 fue elegida diputada por segunda ocasión, esta vez por la vía de la representación proporcional, a la LXII Legislatura que terminó en 2015 y en la que fue secretaria de las comisiones de Atención a Grupos Vulnerables; de Derechos de la Niñez; y del Distrito Federal.
El 5 de abril de 2017 fue nombrada cónsul de México en la ciudad de Calgary, en Canadá, culminando su representación en 2019, y el 28 de julio de 2020 recibió nuevamente el nombramiento de cónsul, esta vez en la ciudad de Del Río, Texas.